# Křížový kámen u Dostálky
Křížový kámen u hájovny Dostálka je nejvýznamnější z drobných památek, zachovaných v lesích severně od Plzně. Je postaven nad západní stranou silnice do Záluží mezi vlastní hájovnou a odbočkou do Ledec. Deska byla před rokem 1988 zapsána na seznam kulturních památek České republiky pod rejstříkovým číslem 24420/4-4481. 
Pískovcová deska je 86 cm vysoká. Spodní část vpředu zdobí zřetelný pozitivní reliéf rovnoramenného kříže o šířce 36 cm, zatímco horní část je zakulacená, široká 56 cm. Ve středu kruhu je navíc mírně šikmo vytesán méně nápadný pozitivní reliéf latinského kříže s mírně se rozšiřujícími rameny o výšce 33 cm. Zadní strana kamene je hladká. Povrch desky je ovšem silně zvětralý, takže přesný tvar již není dobře čitelný a rovněž jemnější reliéfní prvky (pokud existovaly) zanikly. Proto nelze ani spolehlivě posoudit pečlivost a profesionalitu kamenického zpracování.
Takto ztvárněný křížový kámen je velice netypický, takže jeho funkce a původ dosud nebyly jednoznačně vysvětleny. Obdobné objekty se nacházejí zcela výjimečně v nevelké oblasti na pomezí okresů Plzeň - sever, Louny a Rakovník. Spojení symbolu kříže a kruhu rovněž připomíná antropomorfní stély známé především z oblastí jižní Francie a severního Španělska. Spojitost s takovými objekty je však spíše nepravděpodobná. K místu se váže i pověst o vraždě řezníka či děvčete. Oběť prý měla v ruce svírat žemličku a podle toho se i okolnímu lesu říká „U Žemličky“.  
K reálnějším patří domněnka, že křížový kámen stojí na pomyslné hranici plzeňského mílového práva a mohl tak představovat celní znamení. K takovému předpokladu však dosud existuje jen minimum dokladů, takže bez dalších důkazů tím nelze umístění a funkci objektu zdůvodnit. 
I přes vzácnost a značný význam této památky docházelo často k poškozování křížového kamene (povalení, rozlomení). Až důkladná oprava v roce 1985 zabránila jeho zničení.